# Kínai festészet

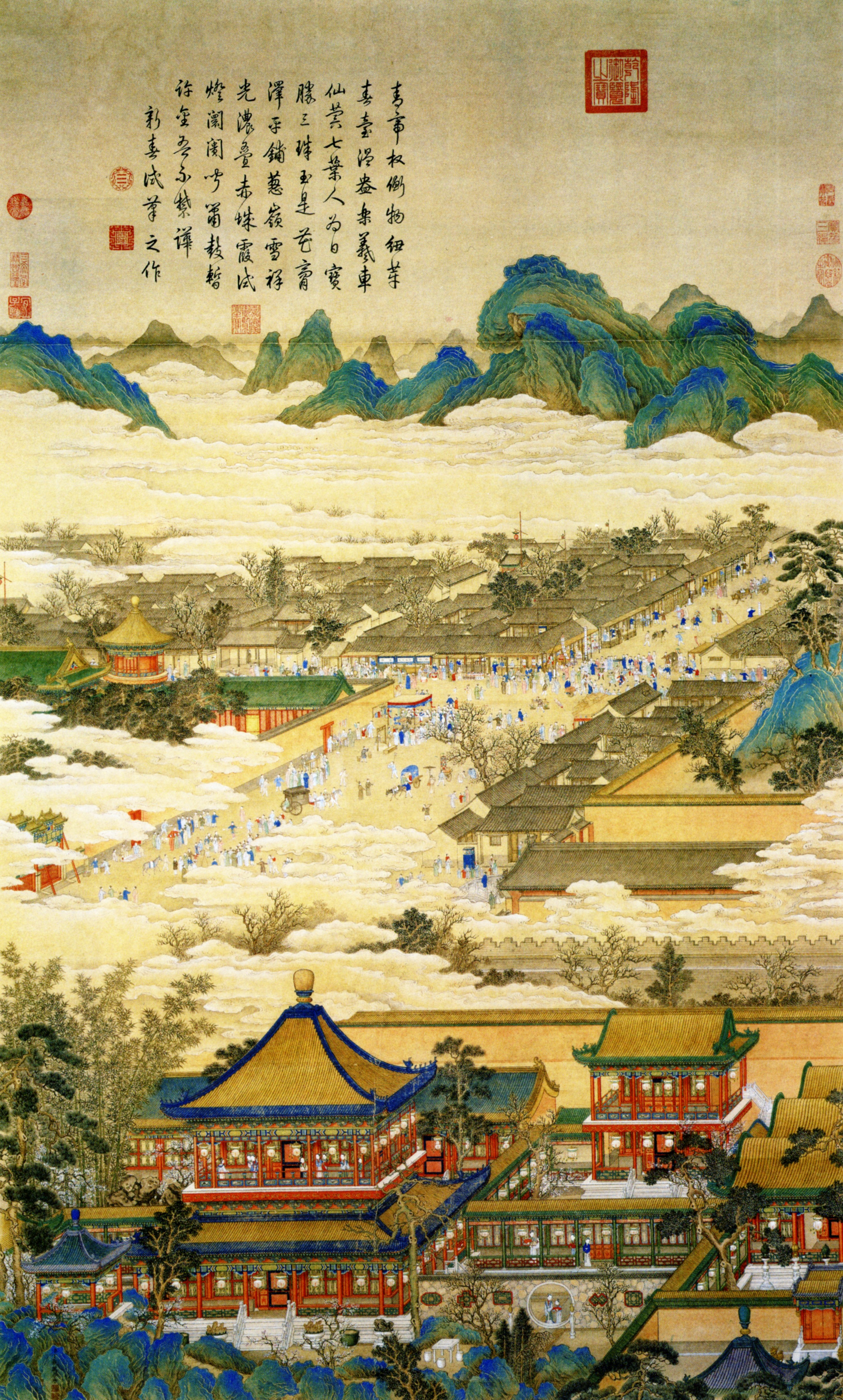
Ding Guanpeng: Békés új esztendőt (1748)

Jelen szócikk a hagyományos kínai festészettel foglalkozik, mely anyagában, technikájában, szemléletében, ábrázolási módjában erőteljesen különbözik az európai festészettől. A szűkebb értelemben vett rajz ismeretlen, akár falra, papírra vagy selyemre festenek, tus és tempera jellegű színeket használnak, amelyeket mindig ecsettel visznek fel. Kompozícióik elvontak, témáik meghatározott körűek, s ezzel járnak a műfaji kötöttségek. A kínai festészet fontos témája a táj és a sajátos kínai kert, mely utóbbi művészete párhuzamosan fejlődött annak képi ábrázolásával. A plaszticitás nem jellemző a kínai festészetre, a lineáris perspektíva konvenciója sem honosodott meg. Síkszerűen ábrázolnak, színezésük olykor igen dekoratív. Mindez együtt egy sajátos, a Távol-Keletre (Kína, Japán, Korea, Vietnám) jellemző festői kultúrát teremtett.

## A kínai festészet története

### A kínai piktúra a Kr. e. IV. századig
A kínai festészettel kapcsolatos legrégebbi emlékek az i. e. első századokból valók. Konkrét festmények nem maradtak fenn, de a történelmi emlékezet megőrizte őket. Festett lakkdobozok, lakkozott kosarak, dekorációk, sőt festett alakok voltak kerámiaedényeken. A liao-yangi sír falfestménye vadászjelenetet ábrázolt, mai szóhasználattal életképet festett az ismeretlen művész a Han-korban. Ezeket a történéseket feljegyzésekből tudjuk, a festők neveit és műveit történeti könyvek őrzik.

### A kínai festészet a IV–VI. században
Az első festmények, amelyek már nemcsak feljegyzésekből, hanem másolatokból is ismeretesek, azok Ku Ka’ai-chih (c. 350–410) illusztrációi költeményekhez, A Lo-folyó tündéréhez és egy Intelmek c. illemkódexhez. Az V. században falfestmények, tekercsek, zsánerképek is készültek, a legyezőket is festették, de a nagy belháborúk közepette ezek mind elenyésztek. Kedvezőbb helyzetet teremtett a festészet számára, hogy Kína egyre nagyobb területén terjedt el a misszionáriusok térítő tevékenysége útján a buddhizmus, s ezt az uralkodó dinasztiák államvallássá emelték, ezáltal születtek meg és maradtak fenn a kínai festészet hiteles forrásai, a Tunhuang barlangtemplomok falfestményei. Ezen falfestmények legkoraibb változatai a VI. század elejéről valók, még erős indiai és belső-ázsiai hatást mutatnak, de a VI. század vége felé közeledve kínai festési sajátosságok kerekedtek felül.

#### Ku Ka'ai-chih illusztrációi

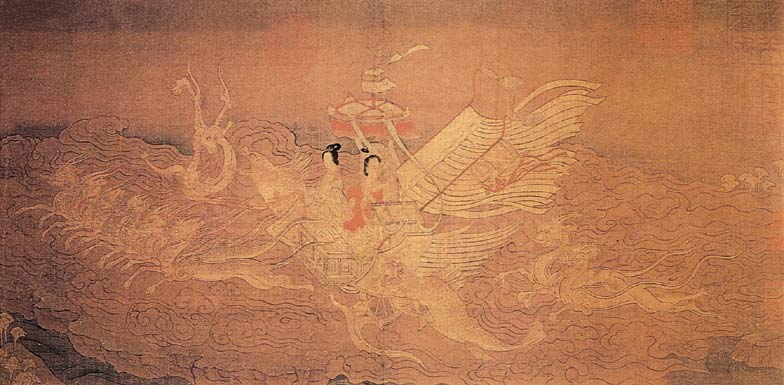
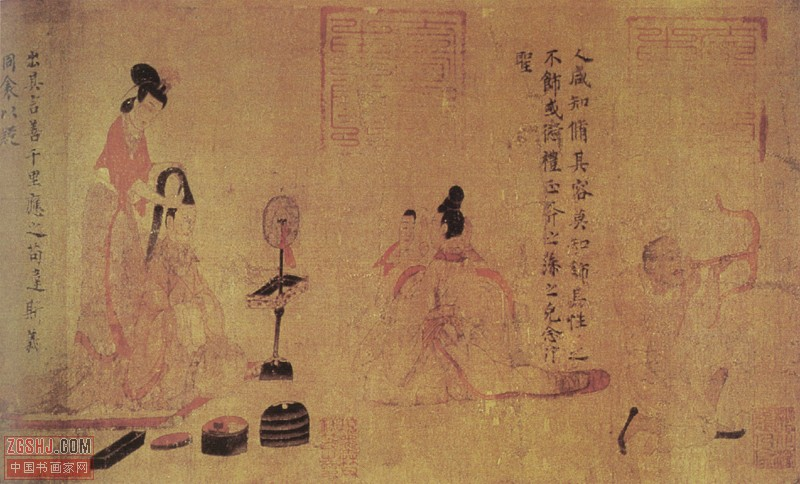
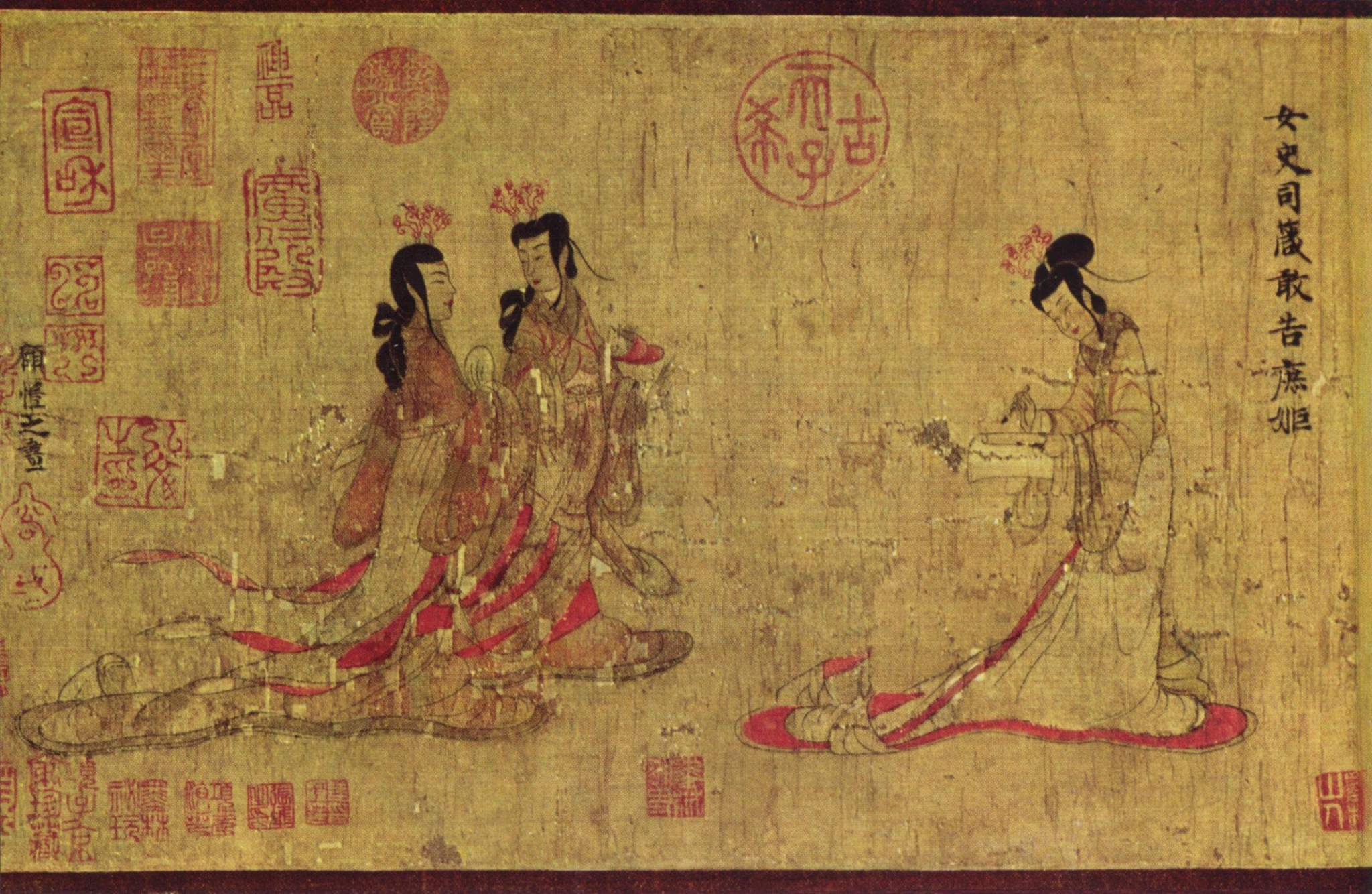
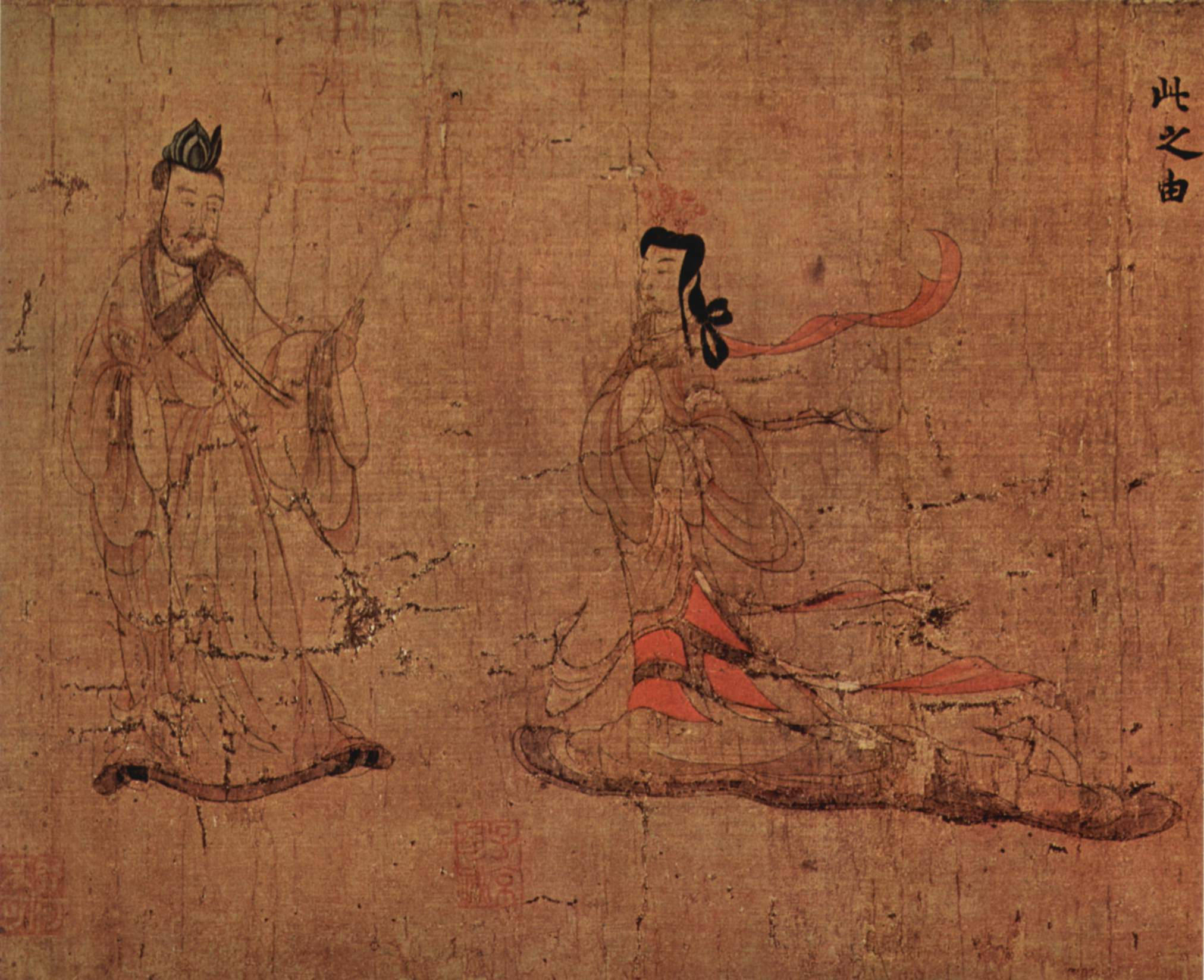

### A kinai festészet aranykora (VII–X. század)

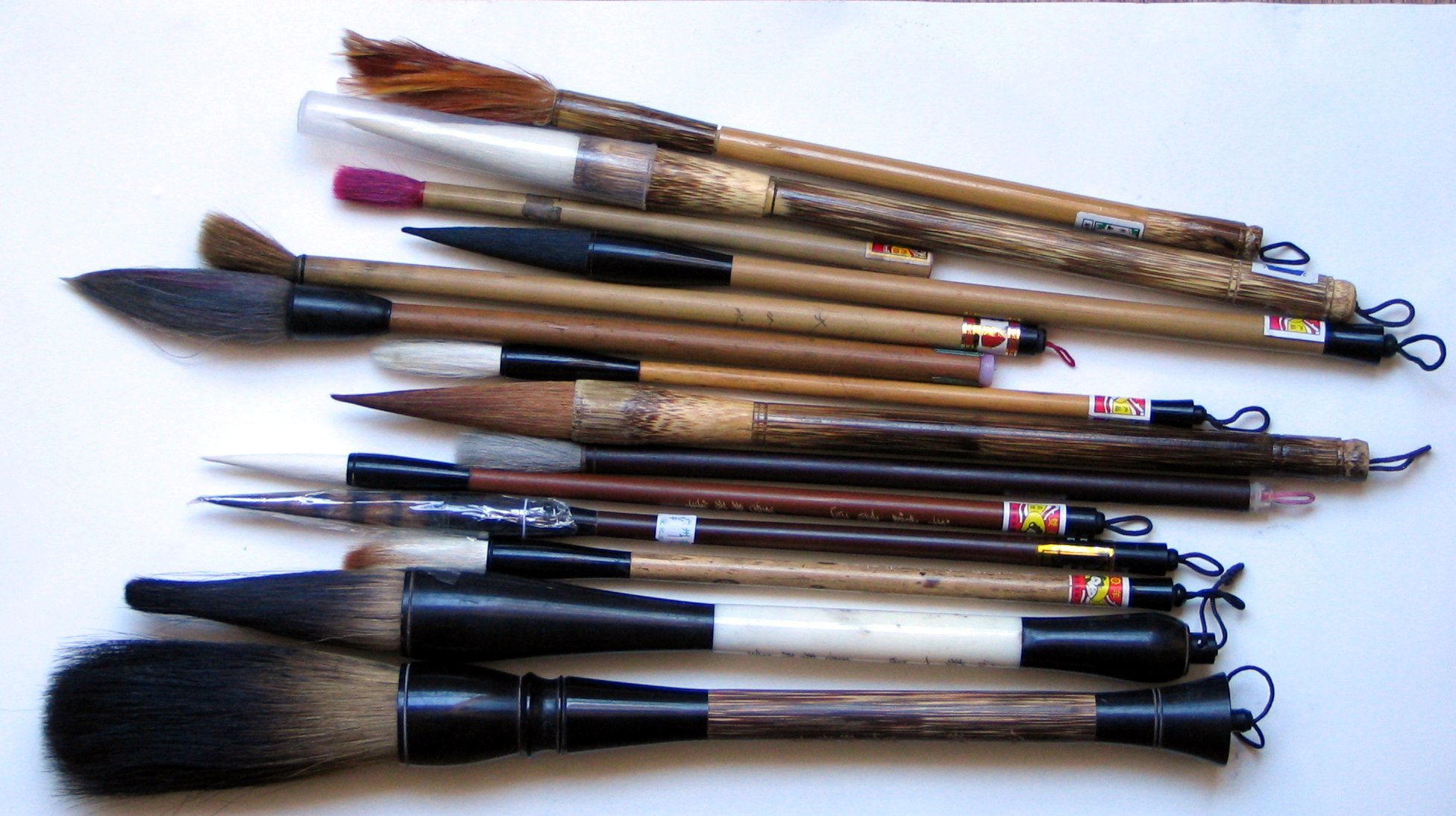
Ecsetek a kínai kalligrafikus íráshoz és festéshez

A VII. században, a Tang-korban önállósodott és felvirágzott a kínai festészet: az alkalmazott festészet (templomok, kolostorok falképei, tekercsek) mellett megjelentek az uralkodók portréképei, továbbá táj-, állat és zsánerképek, amelyeknek jelentős festő mesterei voltak, pl. Li ssu-hsün (651–716). A VIII. században tevékenykedett a kínai festészet legelismertebb festője, Wu Tao-tzu (680–760). Dicsérő feljegyzések és csodás anekdoták maradtak fent róla, de a művei mind megsemmisültek.
A VIII. században kezdődött a kínai képírás nagy kettészakadása, miáltal a vallásos témájú falképek és a portrék festése a mesteremberek kezébe került, a táj-, állat- és zsánerképek festése pedig az írástudók feladata lett. Ha valaki hivatalnok akart lenni, bizonyítania kellett jártasságát az ecsetkezelésben, hiszen a kínai képíráshoz ez teljességgel elengedhetetlen volt. Az egyik VIII. századi híres kínai festő, Wang Wei egyben nagy költő is volt (699–759). A IX. század közepén már egy művészettörténész is működött, Chang Yen-yüan, aki 370 festő életéről és munkásságáról jegyzett fel adatokat. A Tang-dinasztia kihalása után hosszas belháborúk következtek, mig Chao k'ang-yin (927-976) meg nem alapította a Sung-dinasztiát, melynek császárai igen sikeresek voltak Kína egyesítésében.

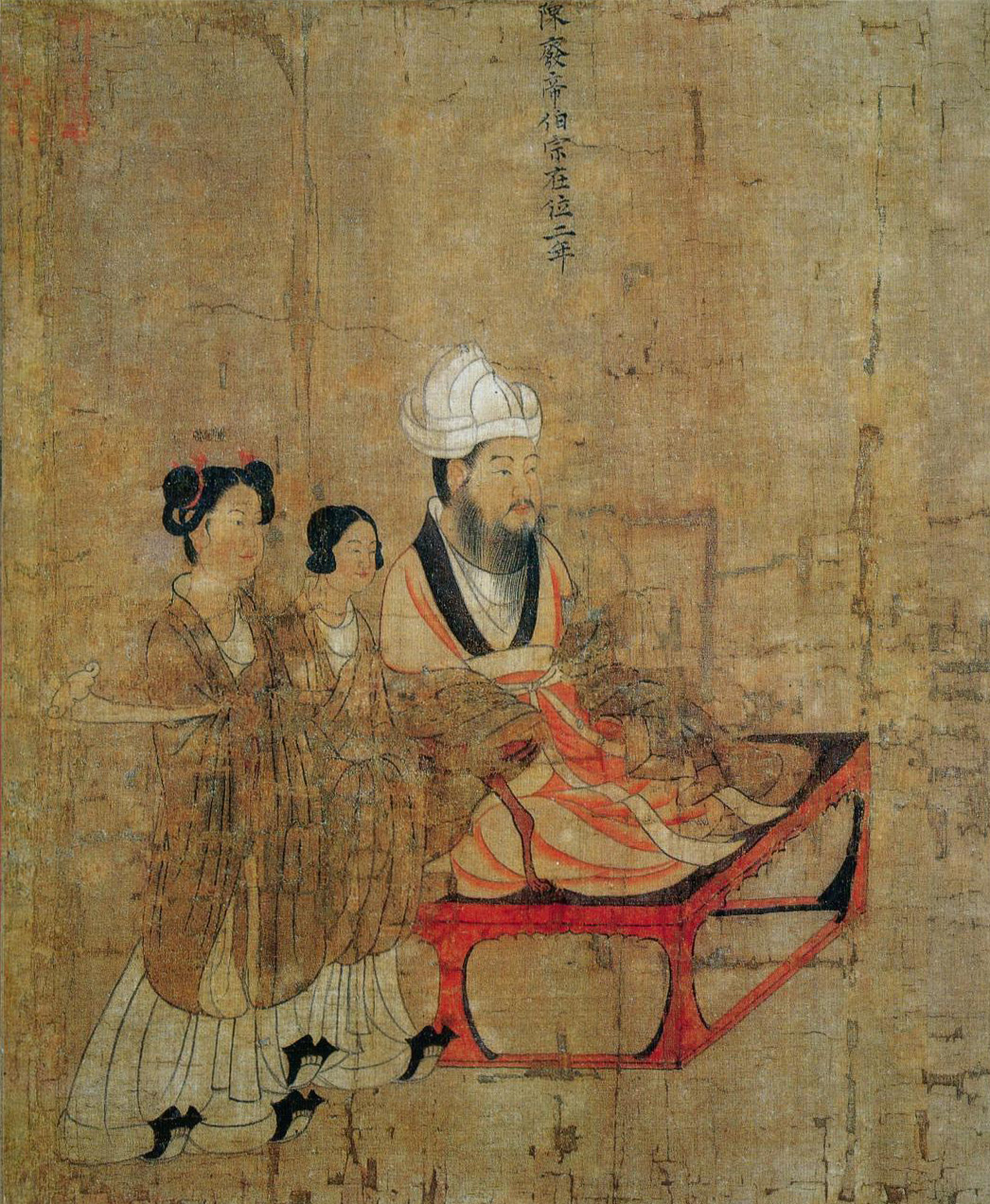
7. sz.
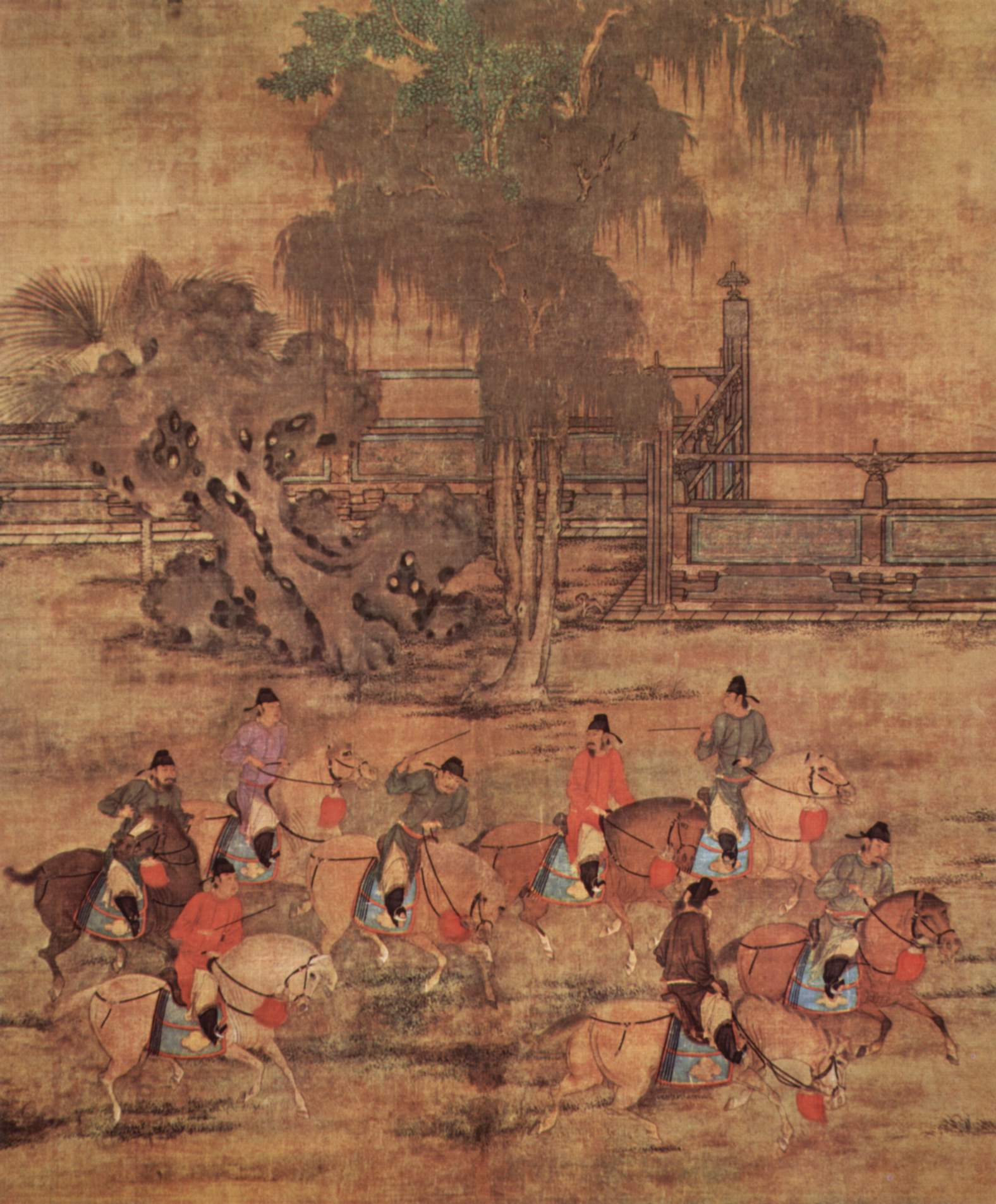
10. sz.
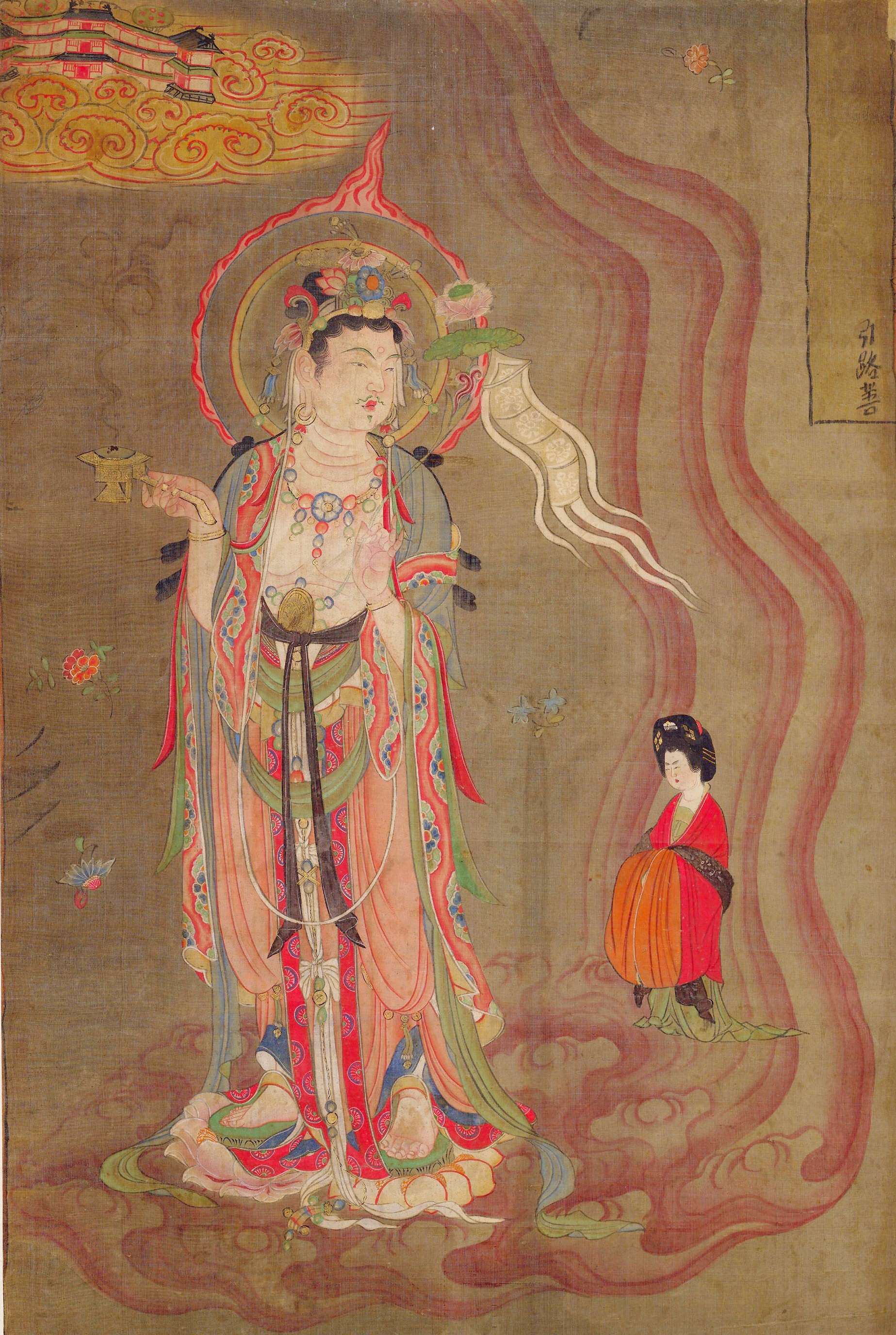
10. sz.
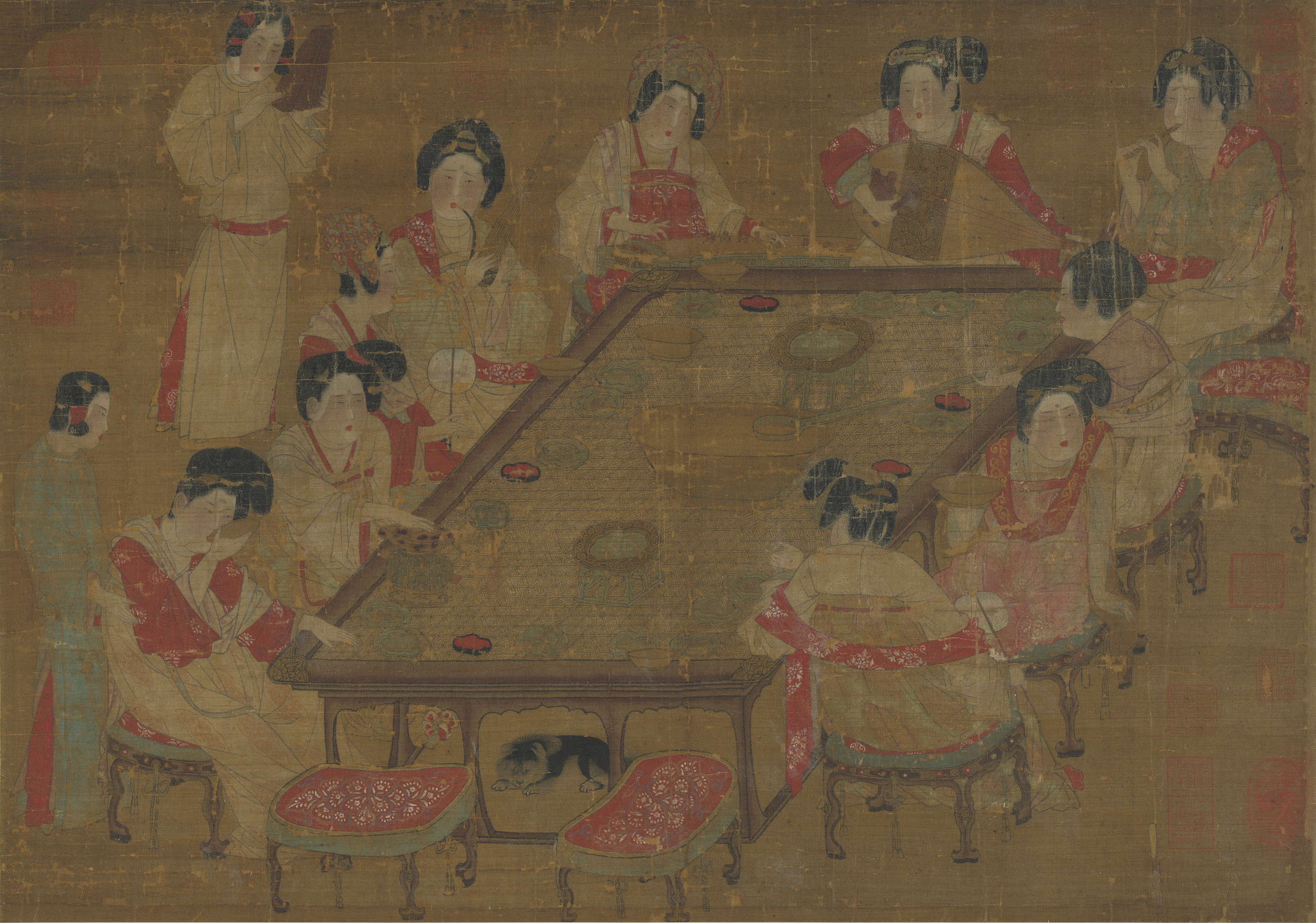
10. sz.

### A kínai festészet aSzung-dinasztia(960–1279) idején
A Szung-korban szinte reneszánszát élte a kínai festészet: eredetiben maradt az utókorra számos falfestmény, tekercs és festészettörténeti feljegyzés. A császárok közt is akadtak olyanok, akik festőnek tartották magukat, bizony az utókor is elismerte Hui-Tsung (1082–1135) császár tehetségét, de ennél is jelentősebb, hogy hatalmas összegeket áldozott építkezésekre, dekorációkra, műgyűjteményekre. Festőakadémiát nyitott, az elkészítendő alkotásokra pályázatokat írt ki, s főleg a tehetség számított, s nem a pártfogó személye. Teljességgel meghonosodott az a gyakorlat, hogy a falfestményeket mesterek készítették, a tekercsek képeit, életképeket, tájképeket, történelmi jeleneteket pedig az írástudó festők. A legyezőkön, albumokon leginkább tájakat, virágokat, madarakat ábrázoltak.

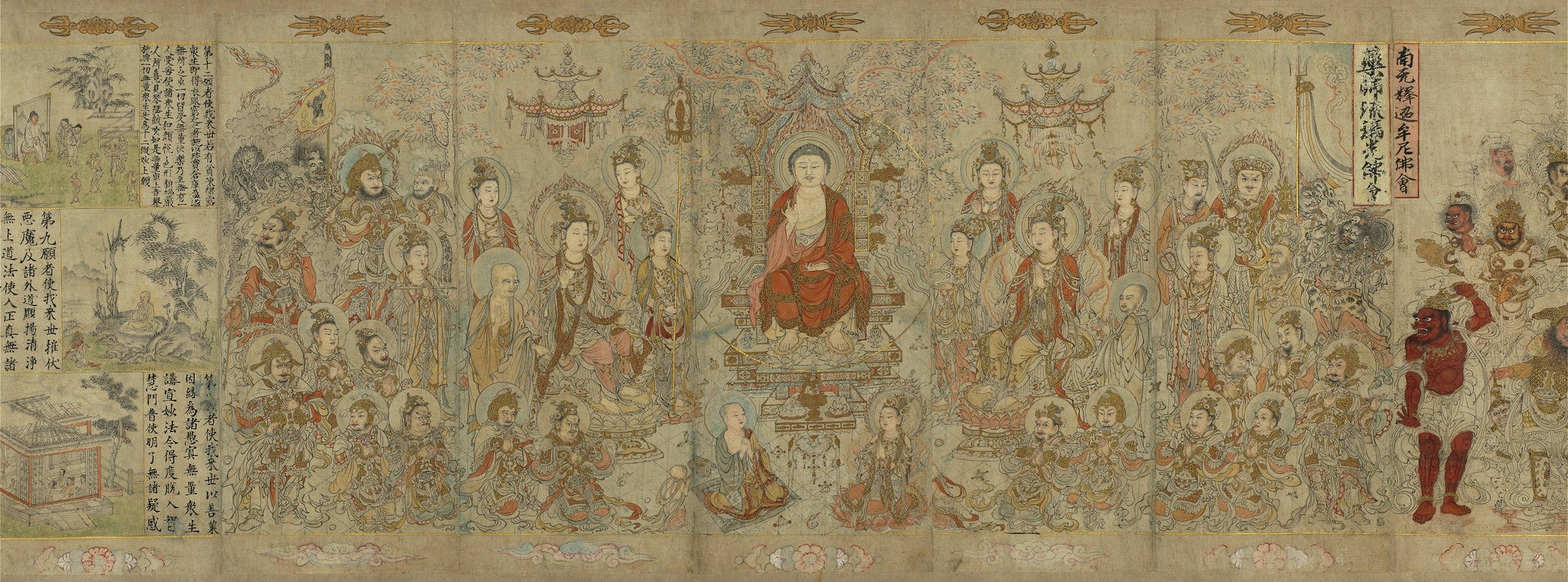
1173–1176
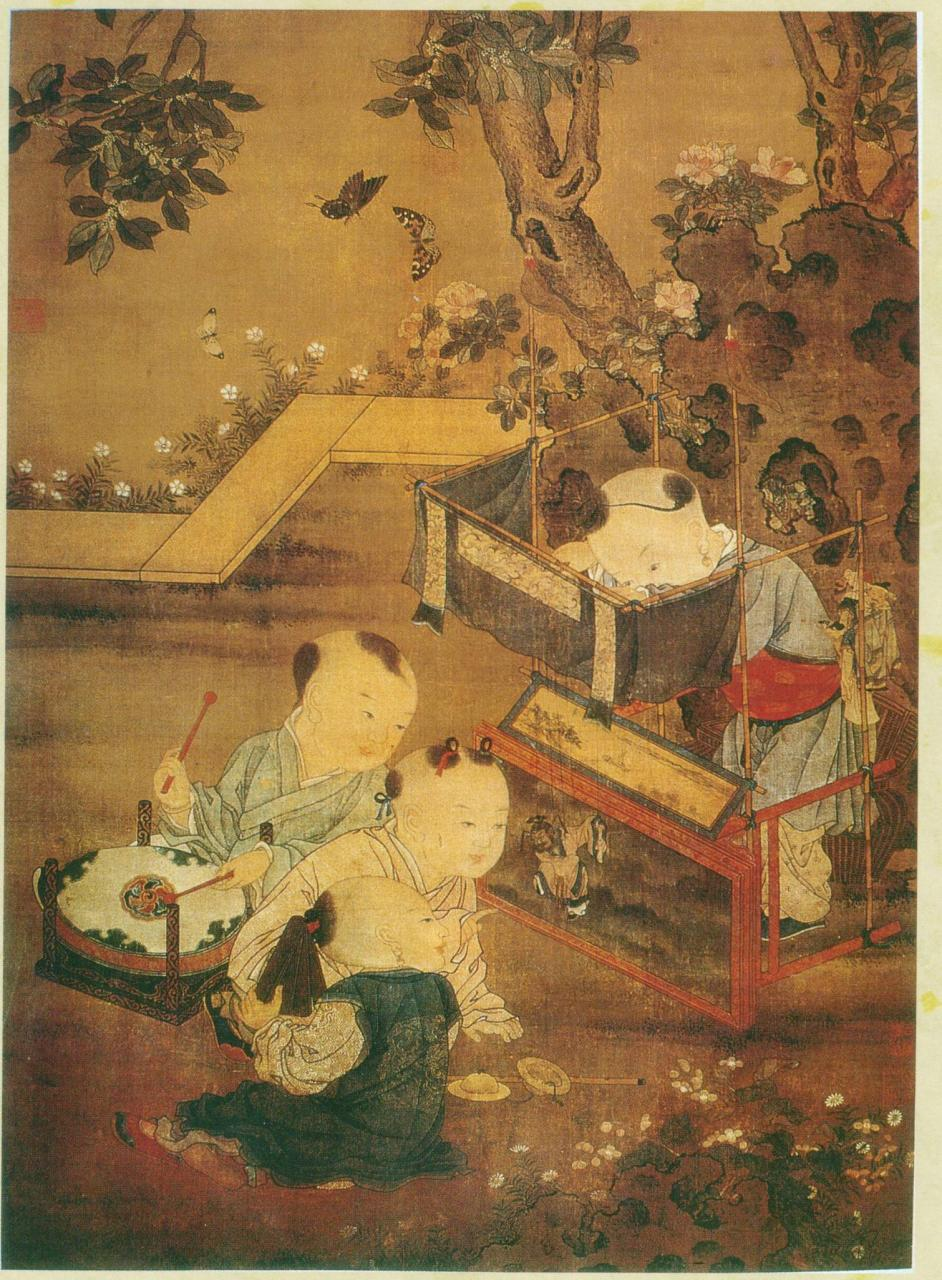
12. sz.
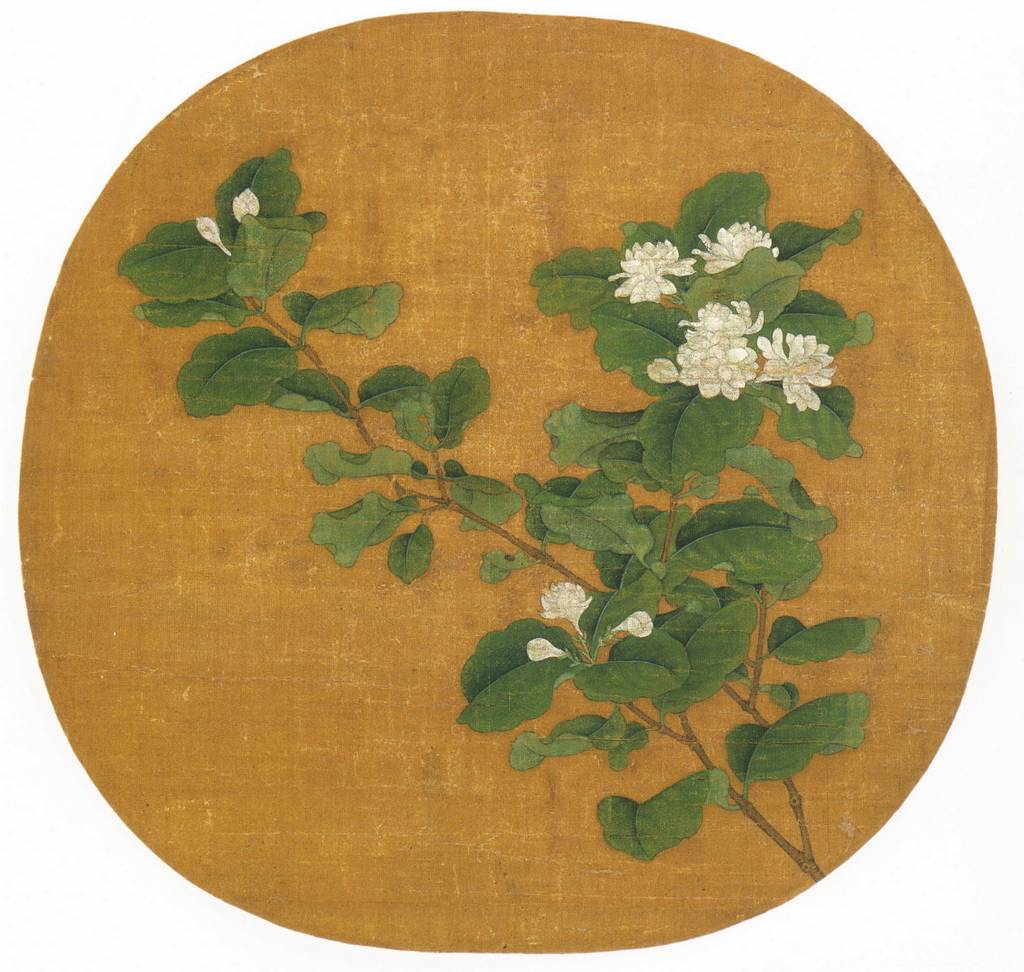
12. sz.
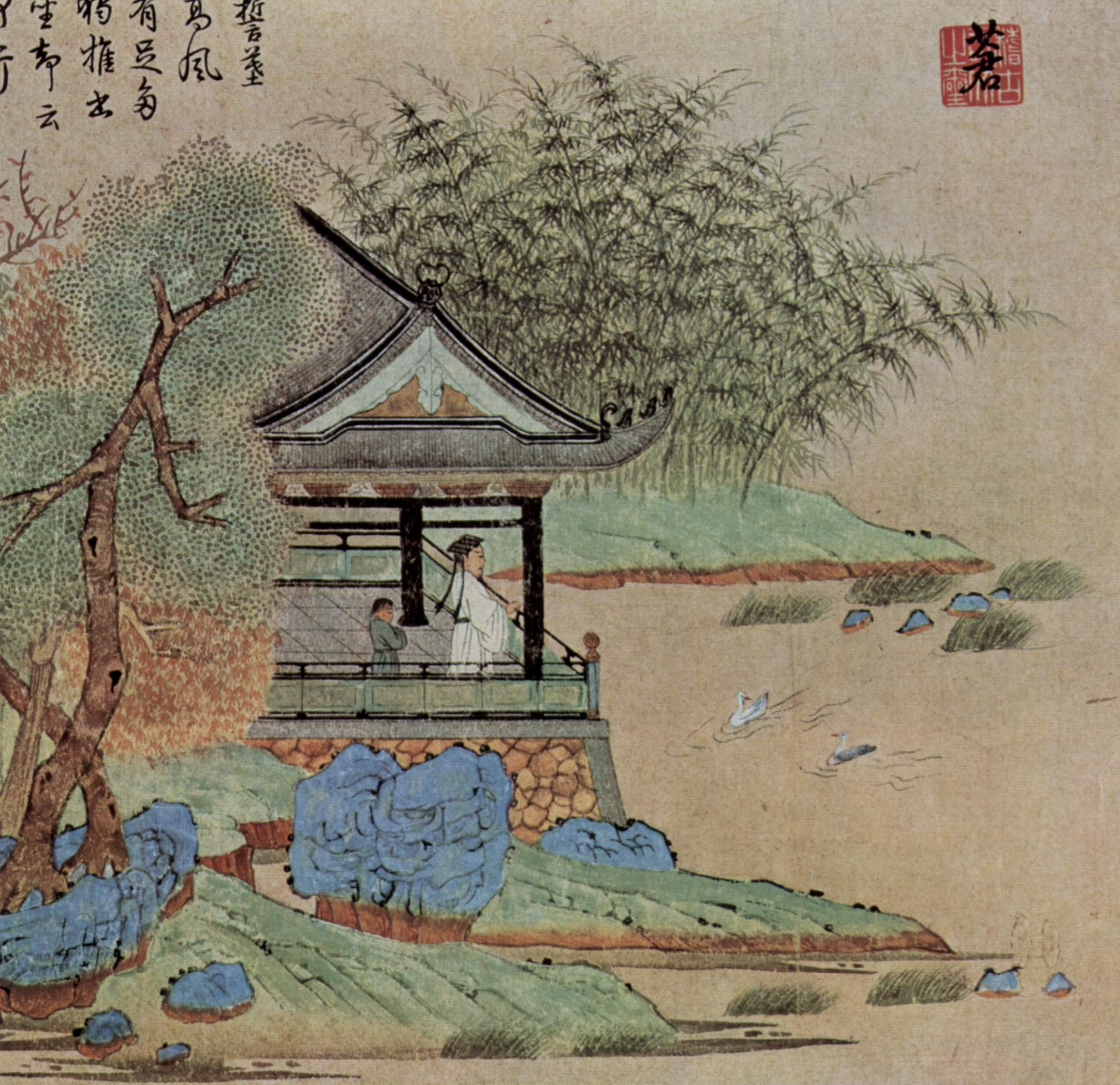
1250–1300

### A kínai festészet aJüan-dinasztia(1279–1368) idején
A mongol hódítók elől a kínai császárok délre menekültek, délen egy ideig Hangcsou lett a főváros. Főleg a tájképfestők folytatták a hagyományokat a naturalizmus és a technikai tökéletesítés irányában, sok tájkép maradt fent ebből az időszakból. Számos művész neve ismert, köztük Chao Meng-fu (1254-1322), Huang Kung-wang (1269-1358), Ni Ts'am (1301-1374).

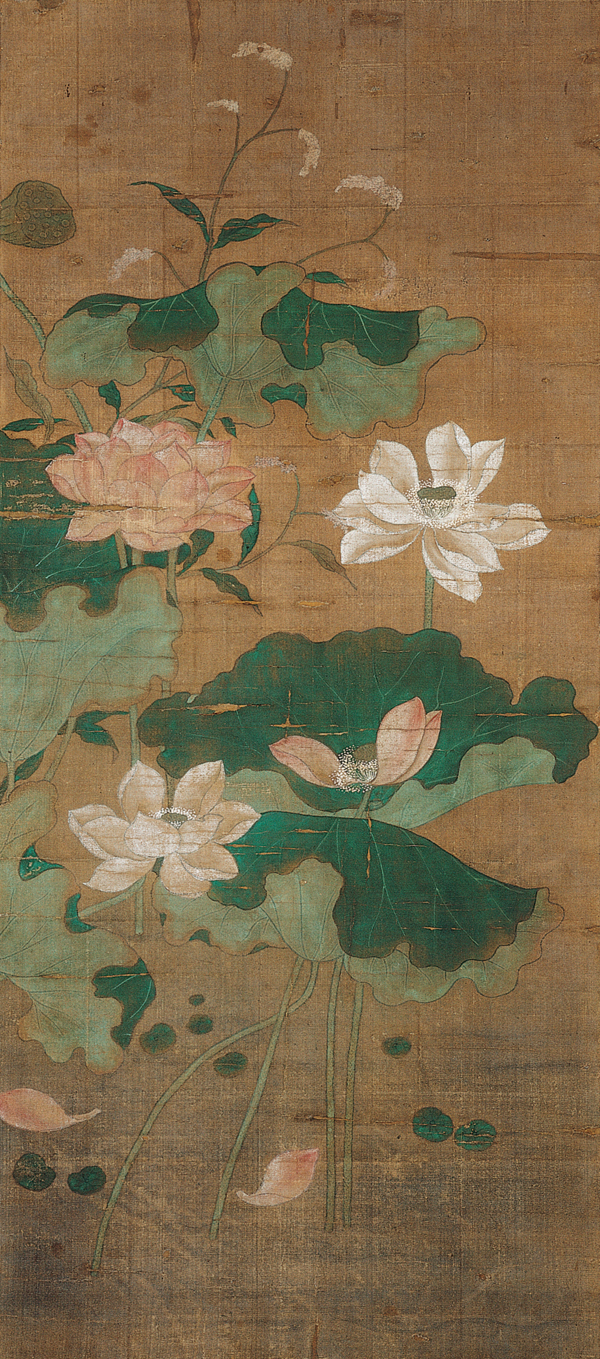
Jüan-kor
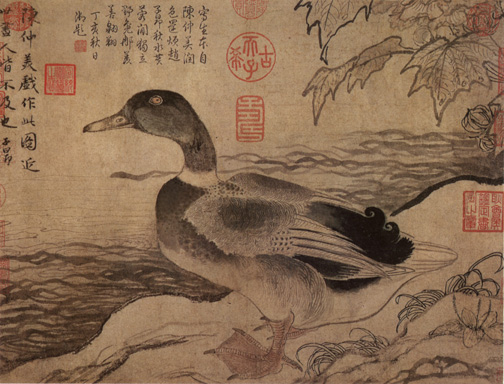
Jüan-kor
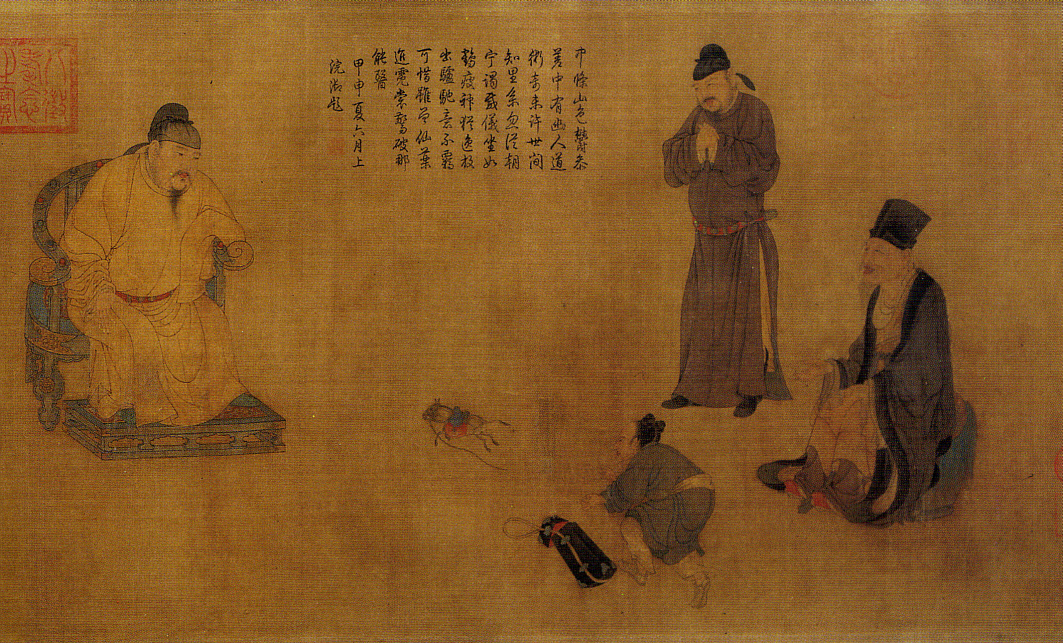
Jüan-kor
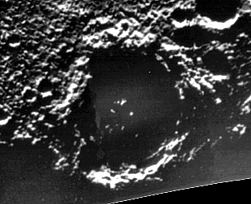
Chao Meng-furól elnevezett kráter

### A kínai festészet aMing-dinasztia(1368–1644) idején
A Ming-dinasztia uralma idején szinte egyeduralkodóvá vált az akadémikus festés és a hagyományok követése számos technikai finomítás közepette. Sok ismert művésze van e korszaknak, köztük Wu Wei (1459–1508), Ch'iu Ying (1522–1560), Tung Ch'i ch'ang (1555–1636).

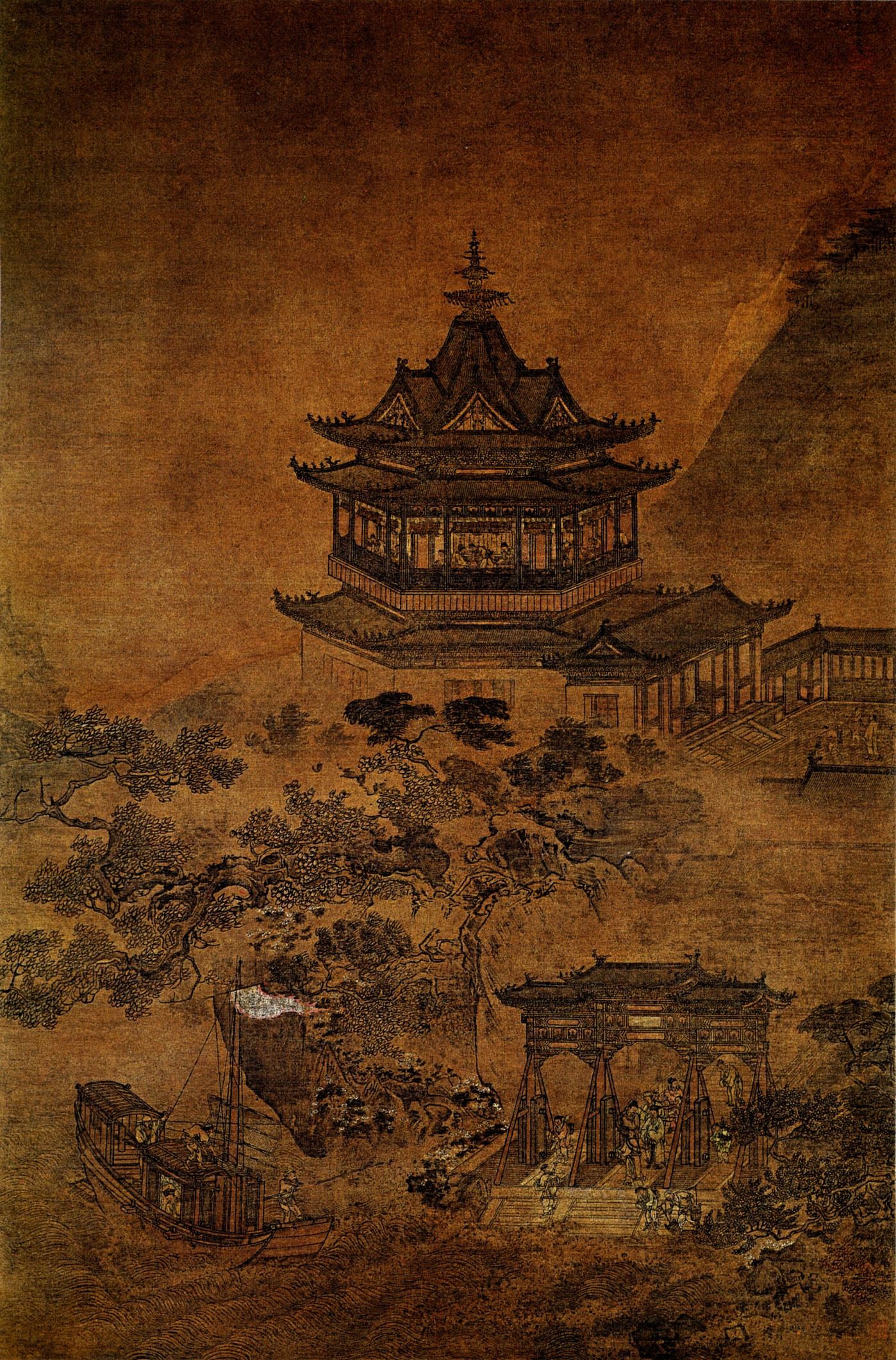
Ming-kor
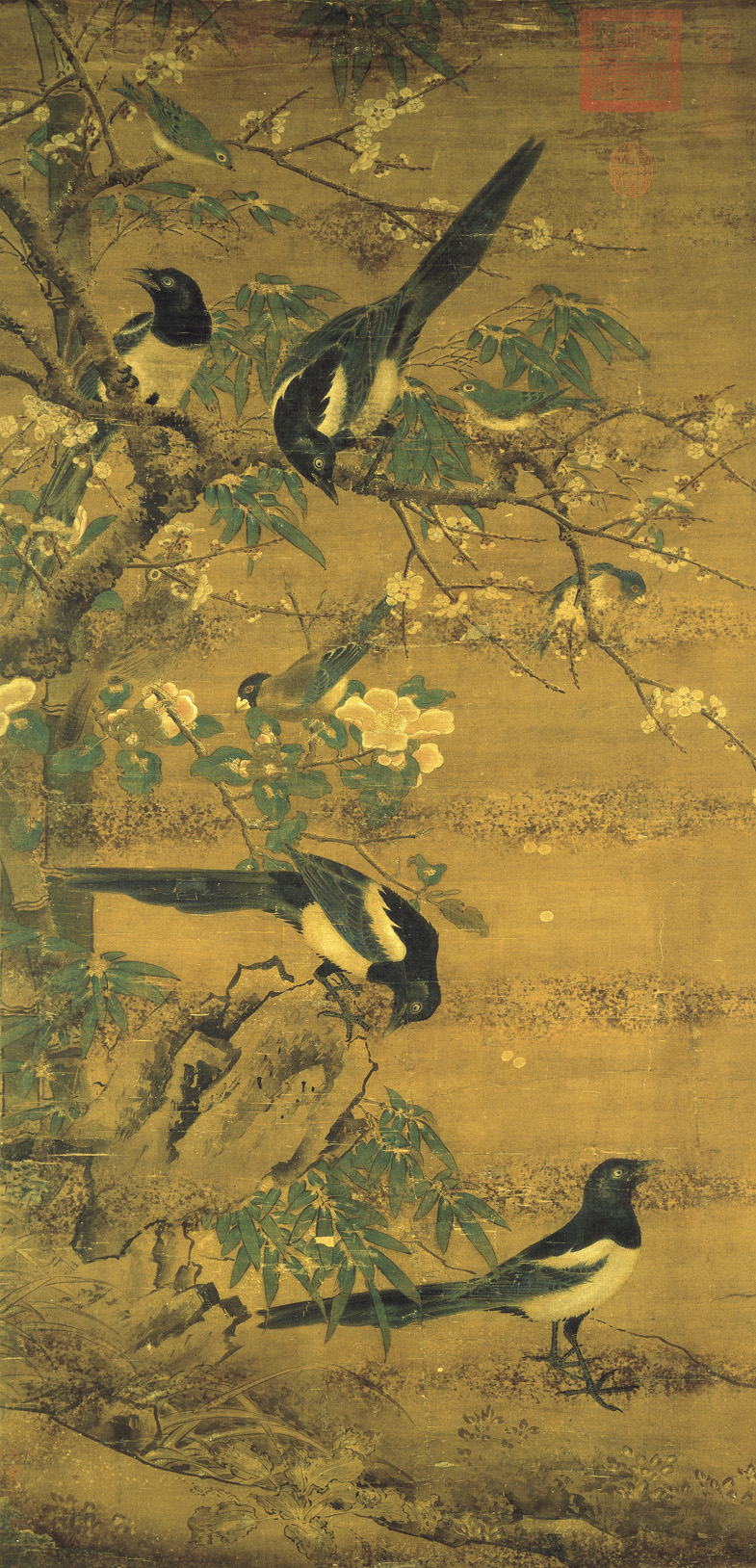
Ming-kor
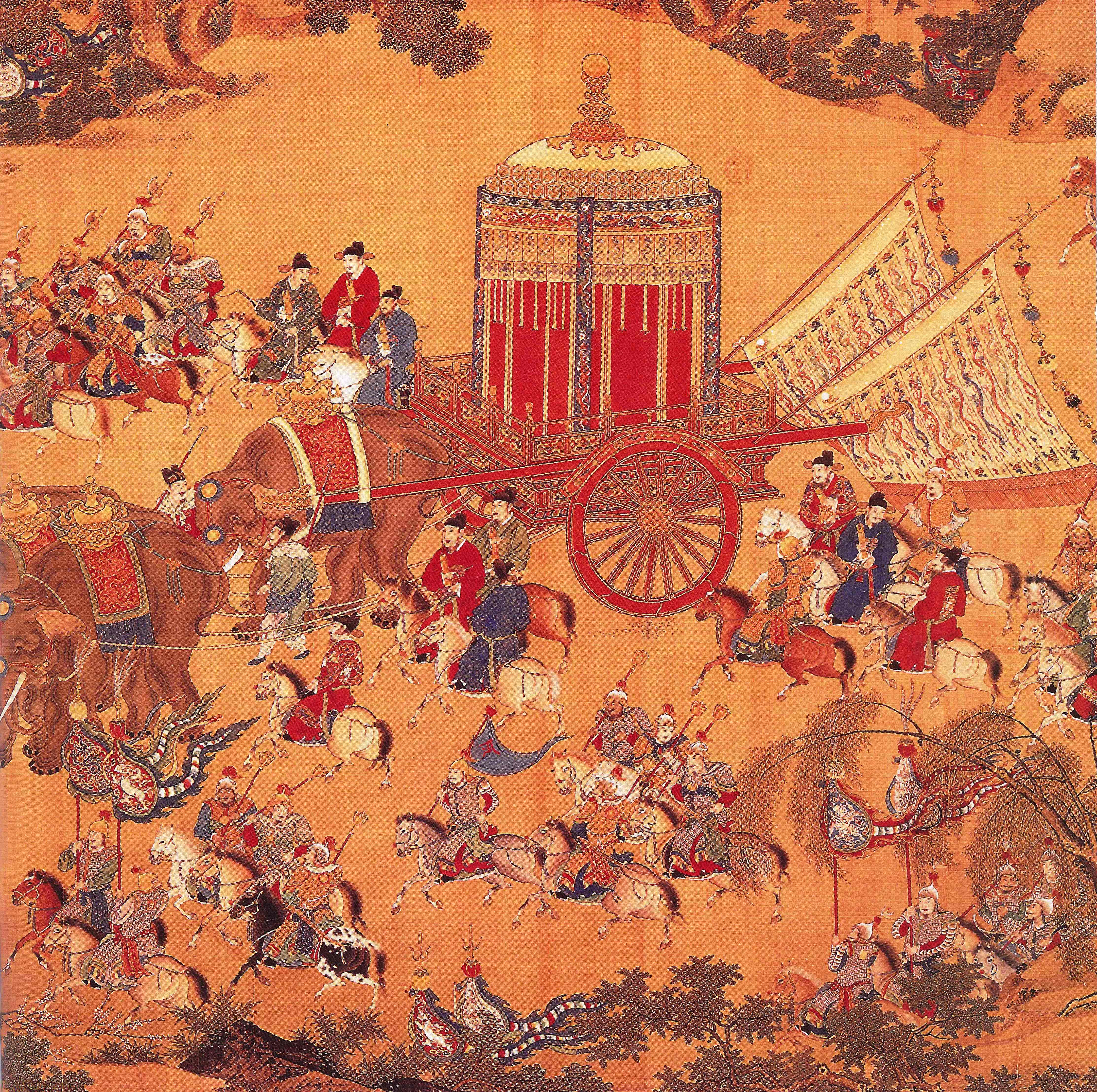
1425-1435
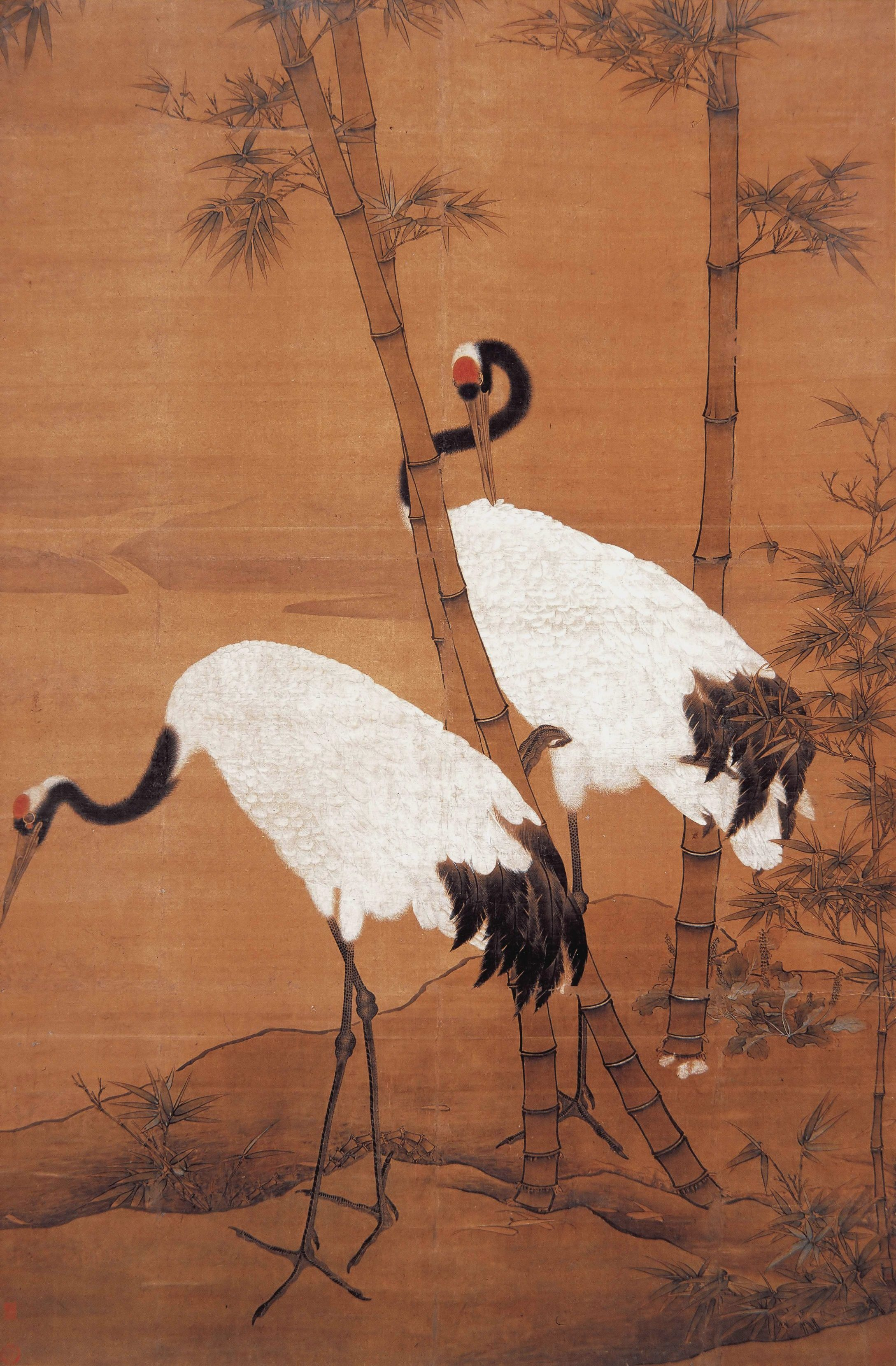
1426-1435
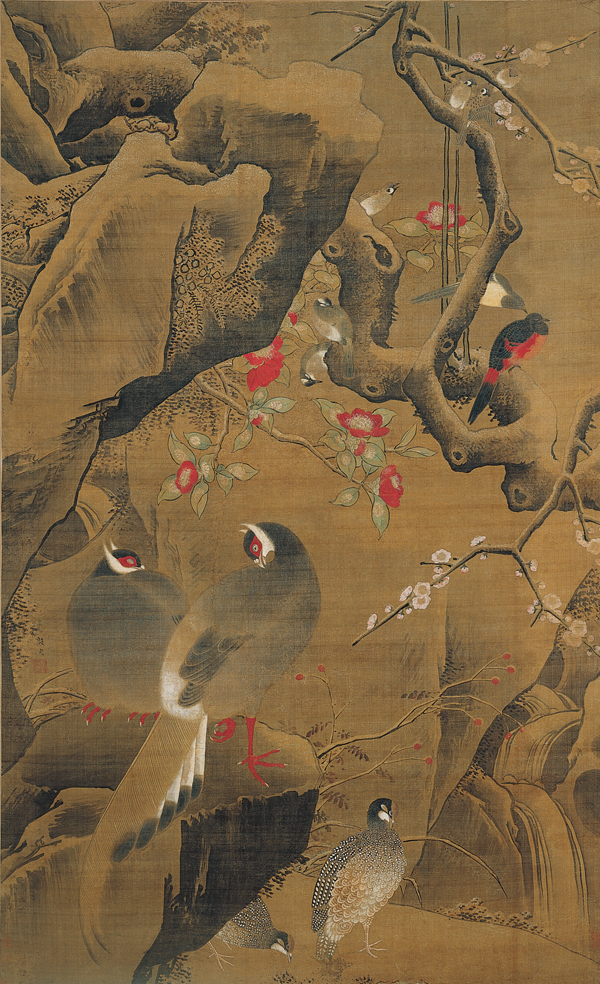
c. 1500
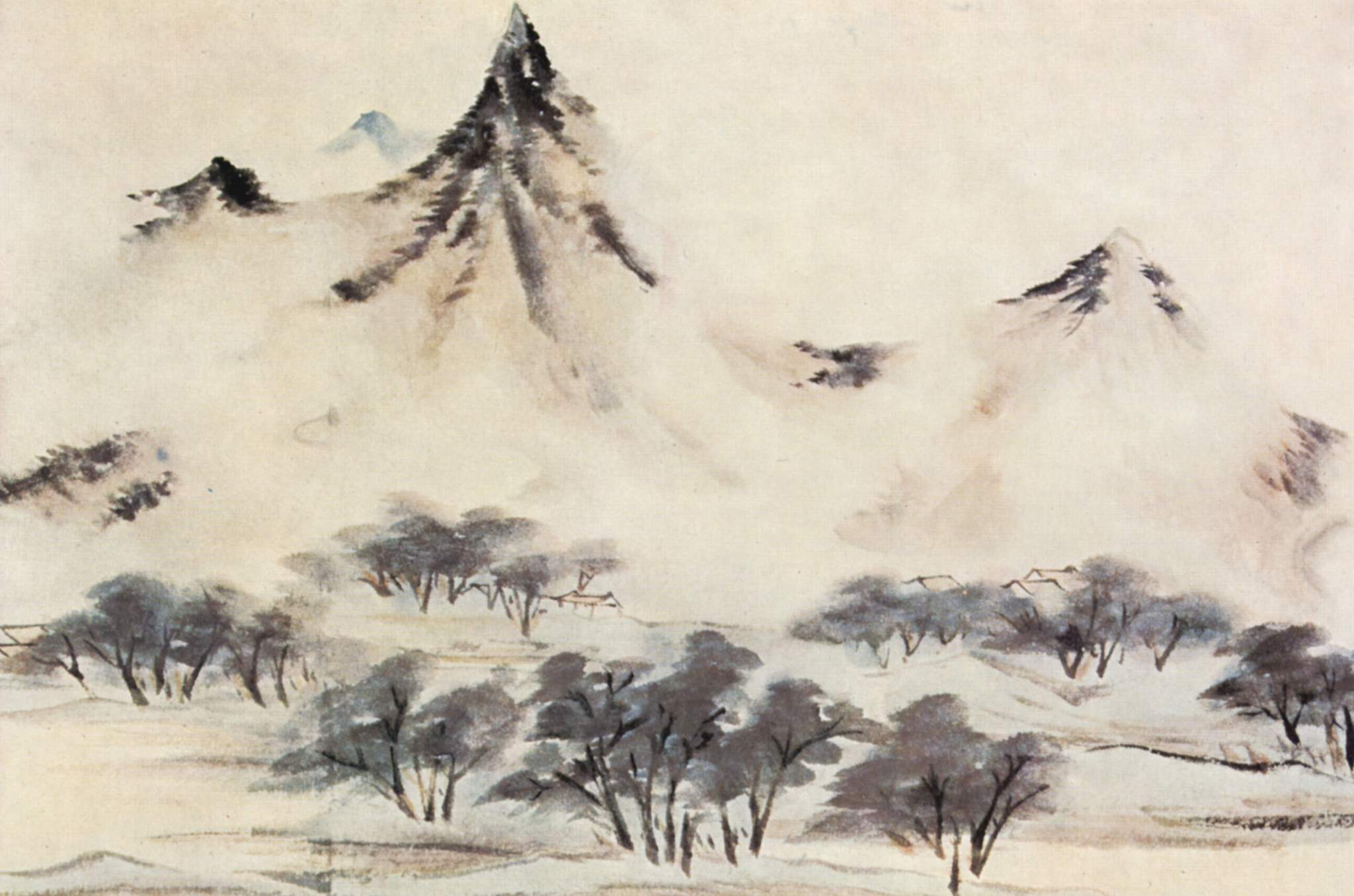
1535
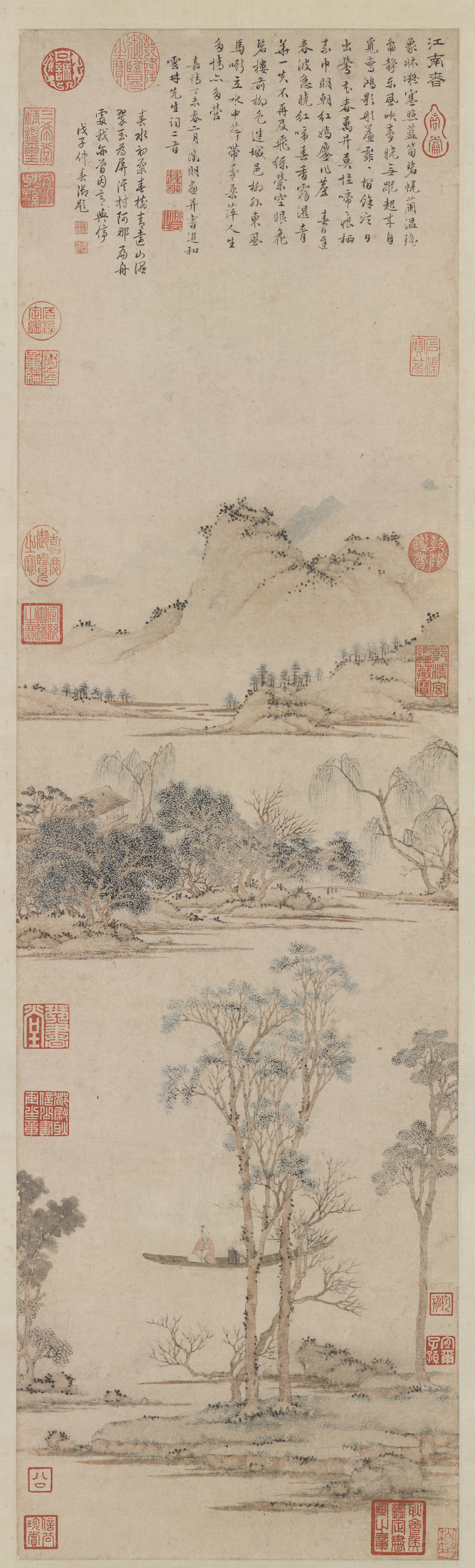
1547
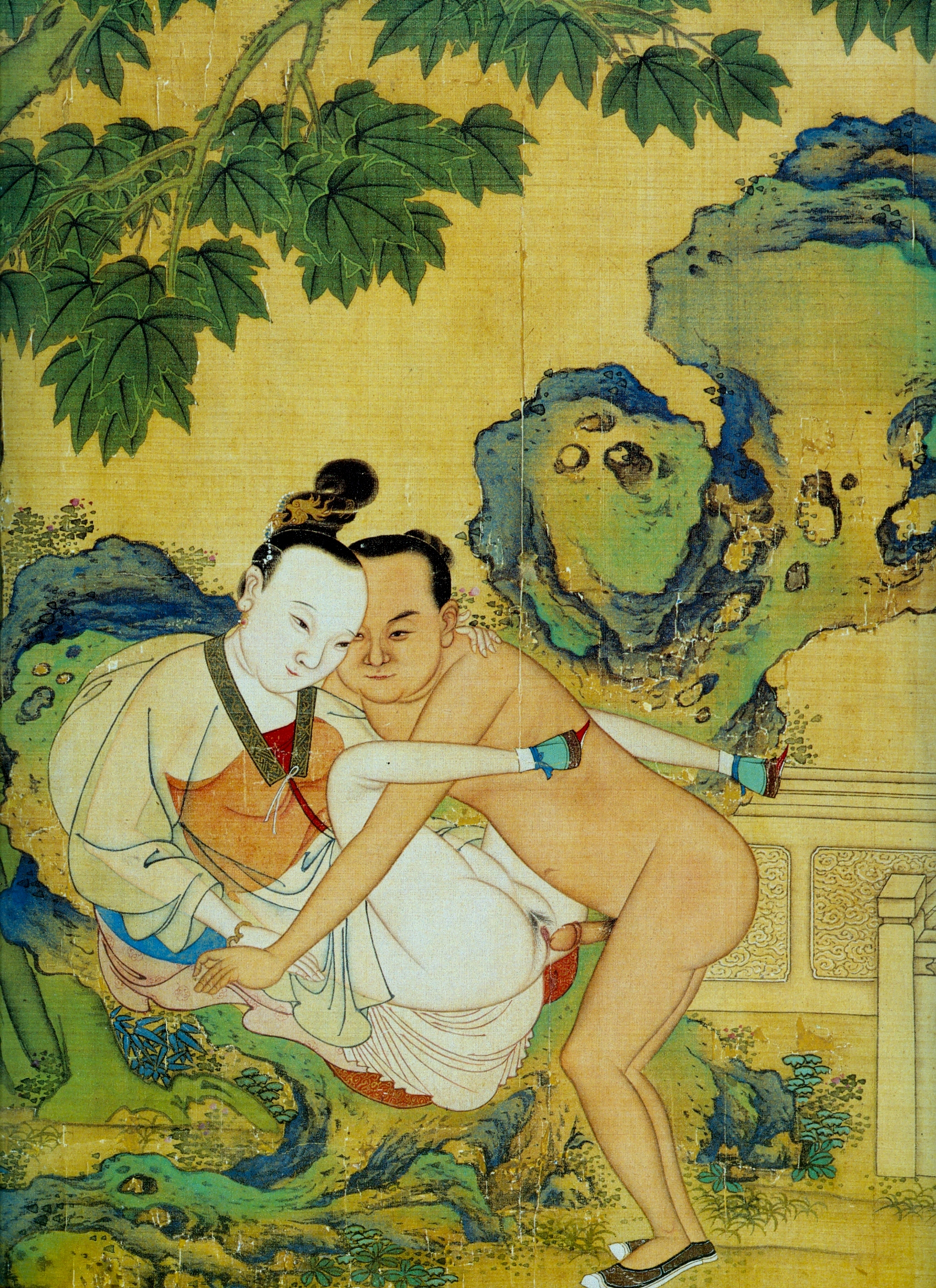
16. sz.

### A kínai festészet aCsing-dinasztia(1644–1912) idején
A mandzsu uralom idején a klasszikus kínai hagyományos festés leghíresebbje a négy Wang volt:
- Wang Shih-ming (1592–1680)
- Wang SChien (1598–1677)
- Wang Hui (1632–1717)
- Wang Yüan-chi (1642–1715)

Minden korszakban, így a mandzsu korszakban is éltek a klasszikus hagyományoktól eltérő, bátrabb ecsetkezeléssel bíró remeték, köztük Chu Ta, aki 1630 és 1650 közt festett, s Tao Chi szintén a 17. században működött. Tuskompozícióikon madarakat, virágokat, finom tájakat elevenítettek meg.
A hagyománytól való eltérésről volt híres Jangcsou város festőcsoportja, akiket a város Nyolc Ékessége néven emlegettek, köztük:
- Zhang Guolao
- Chin Nubg (1687–1764)
- Cheng Pandi'iao (18. sz.)
- Li Ch'an (18. sz.)

A Nyolc Ékesség hagyományát folytatta portréin és színes madárképein, virágain Jen Po-nien (1840-1896), Wu Ch'ang-shih (1844–1926).

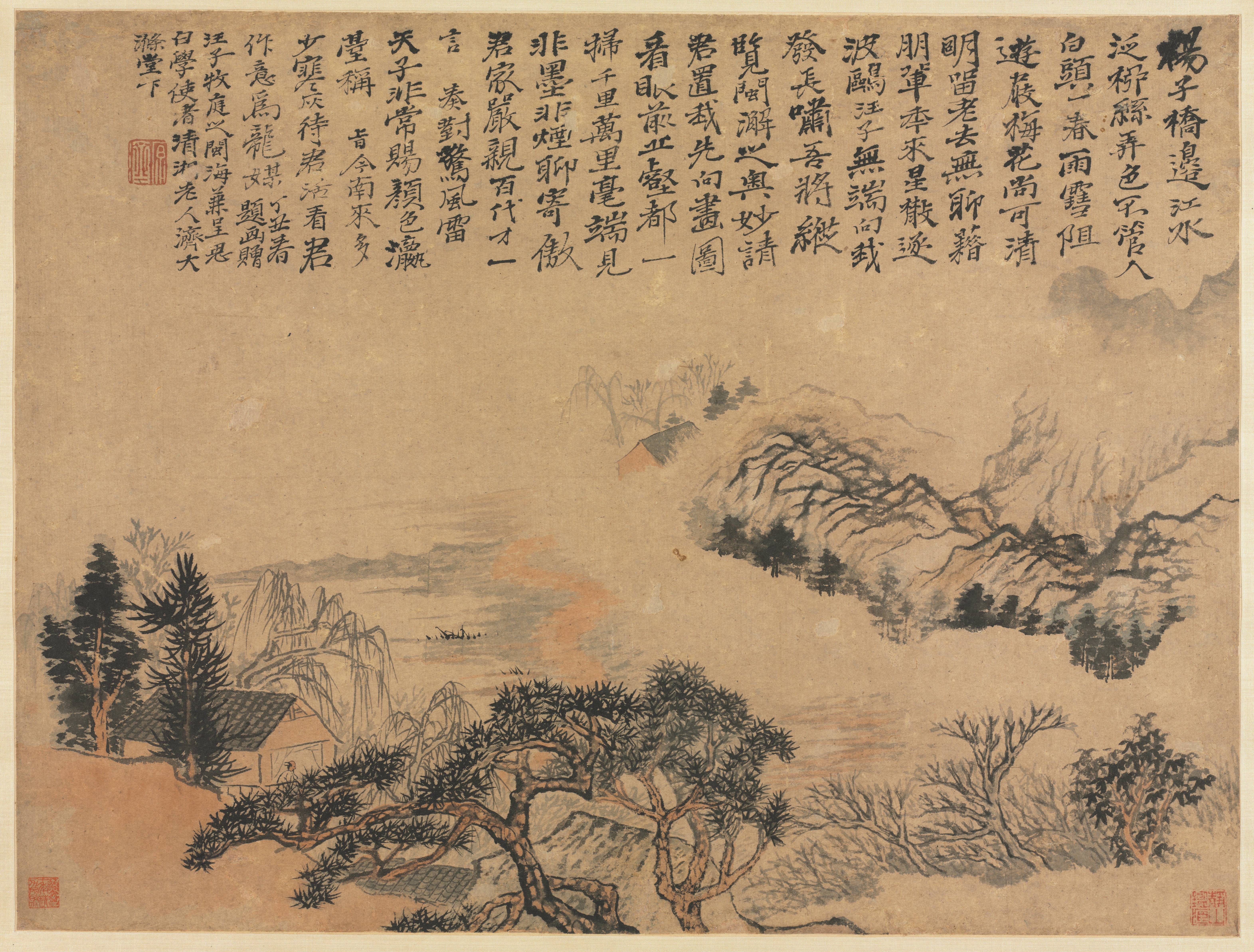
Tao Chi munkája (17. sz.)
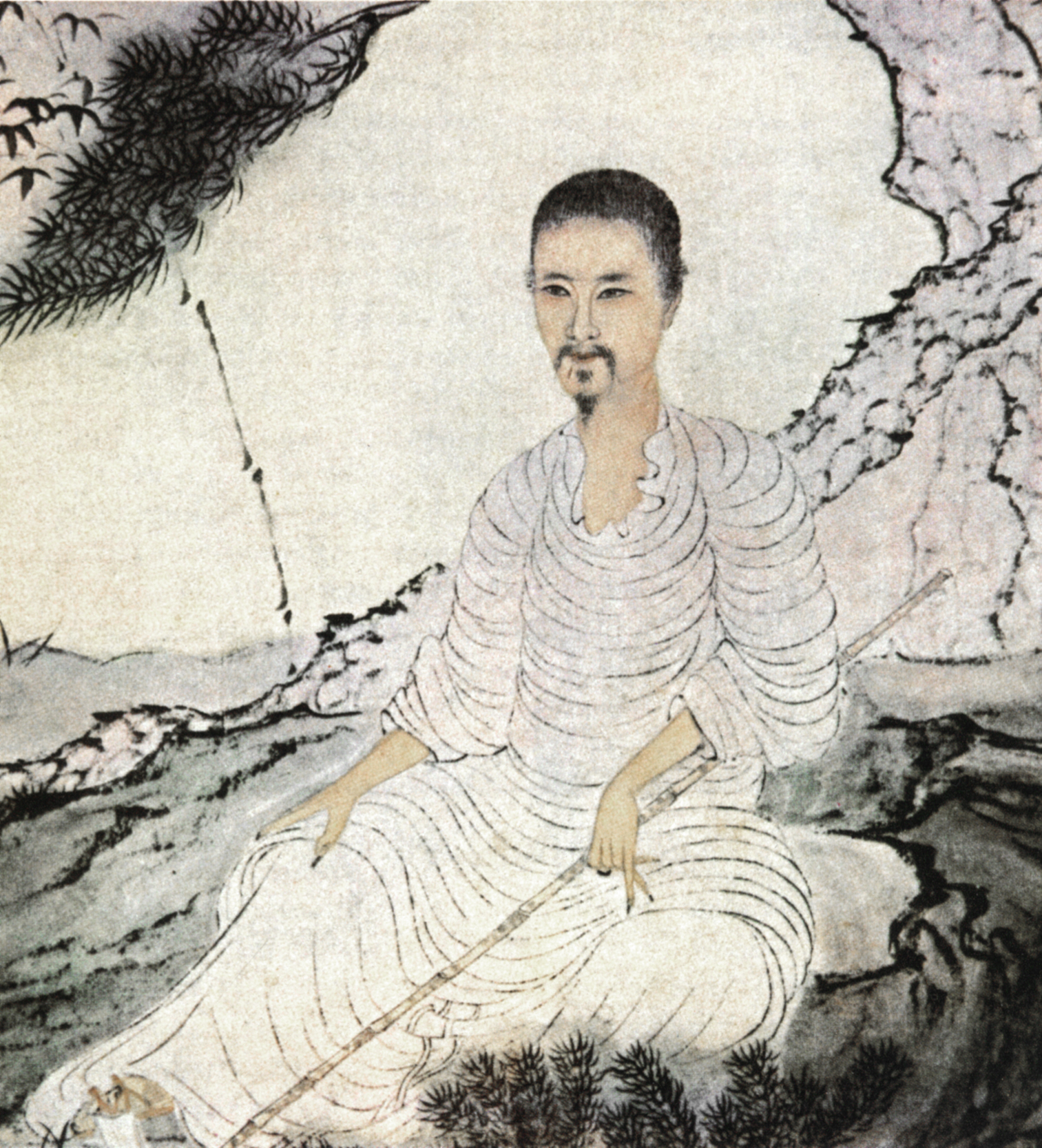
Tao Chi önarcképe
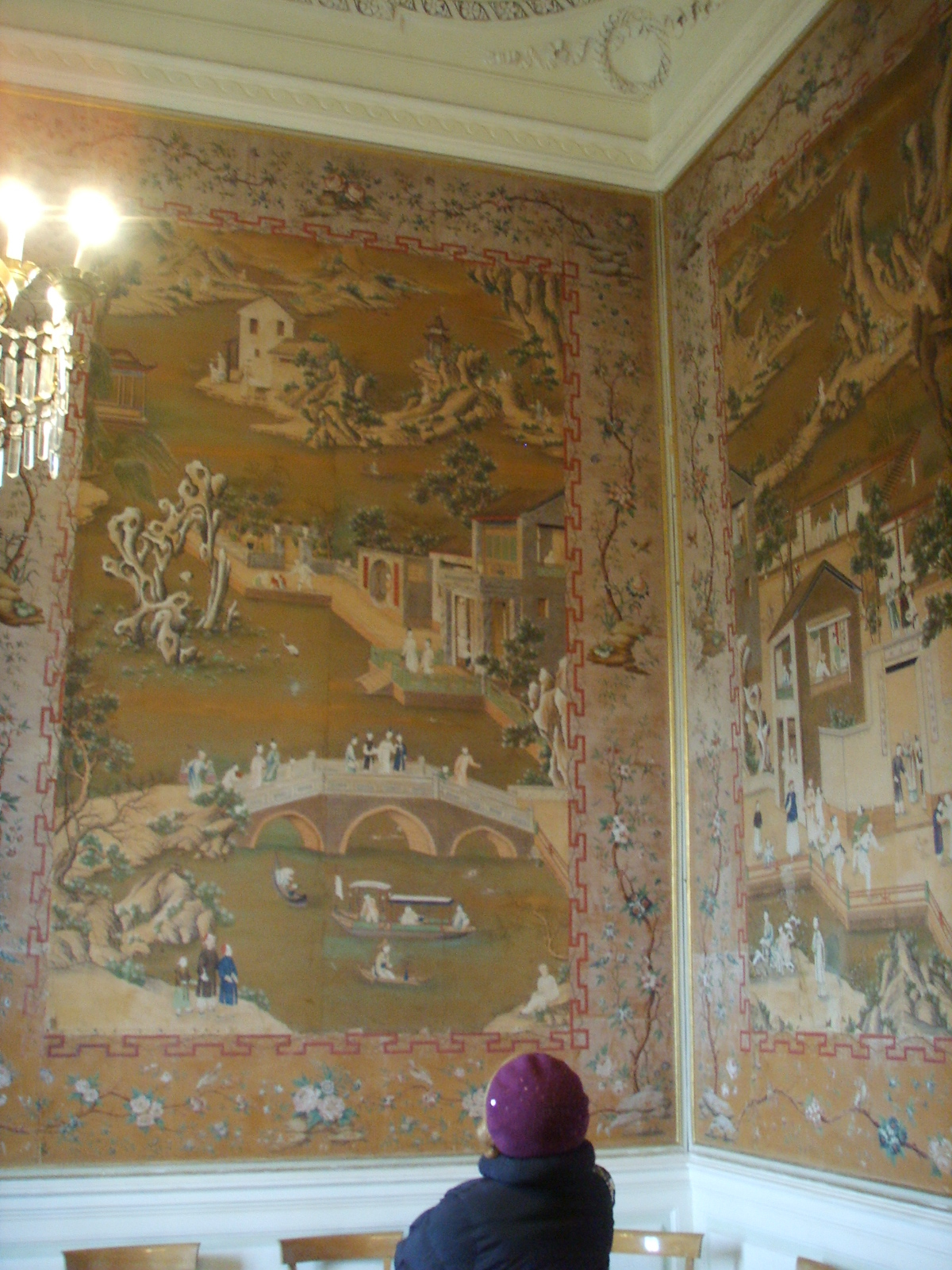
Freskó (18. sz.)
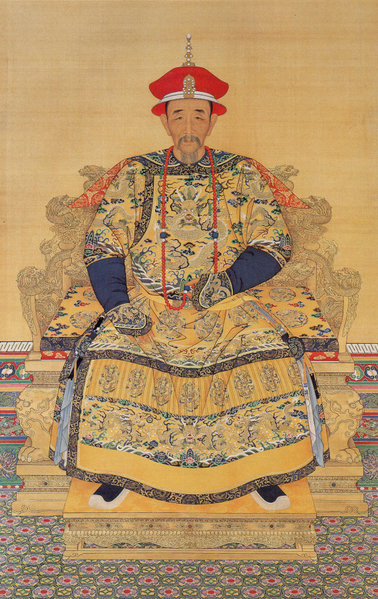
Kangxi császár (1654-1722) portréja
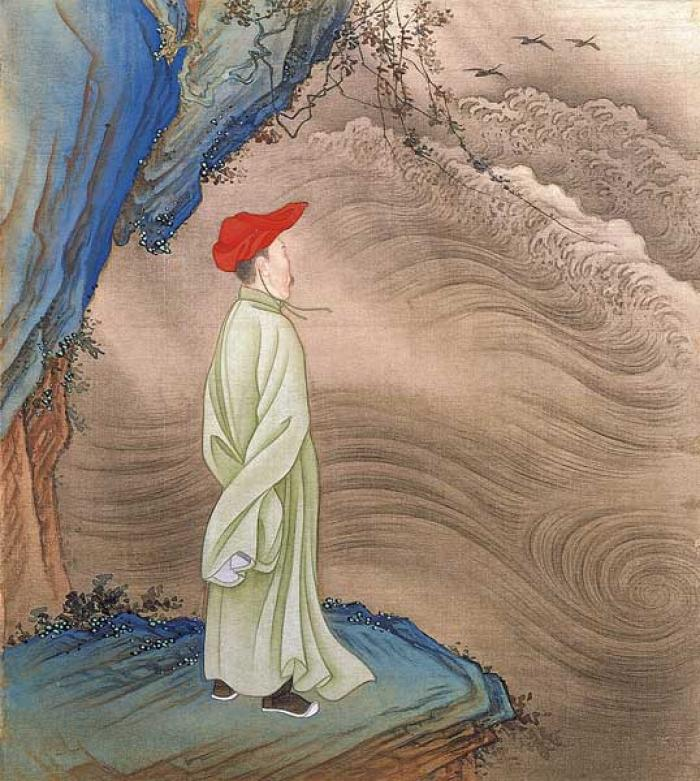
1723–1735
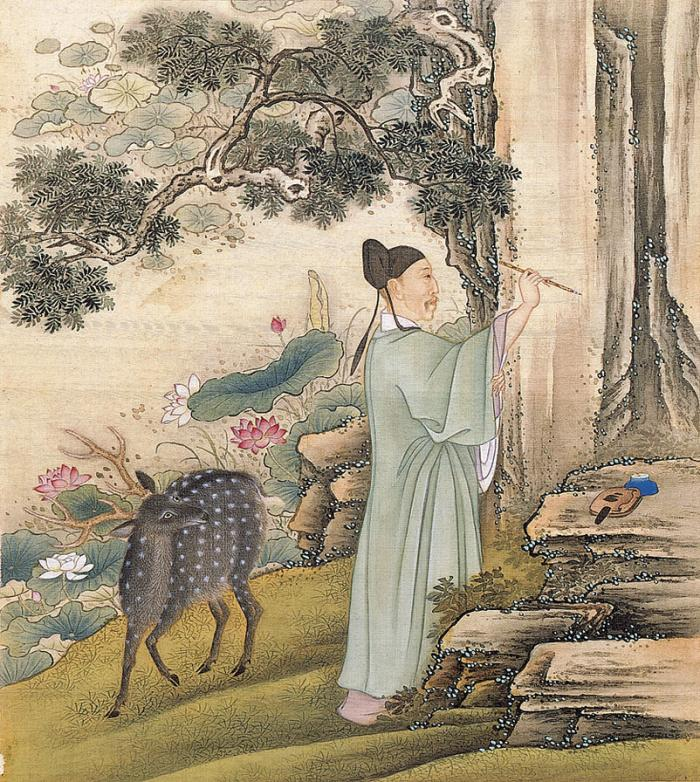
1723–1735
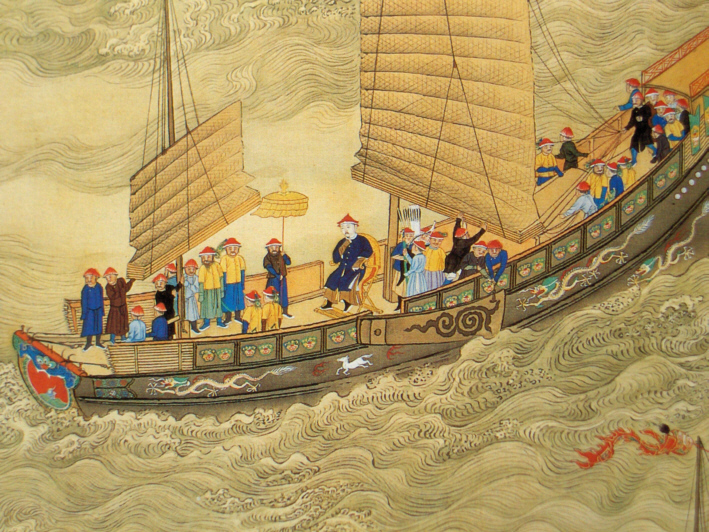
18. sz.
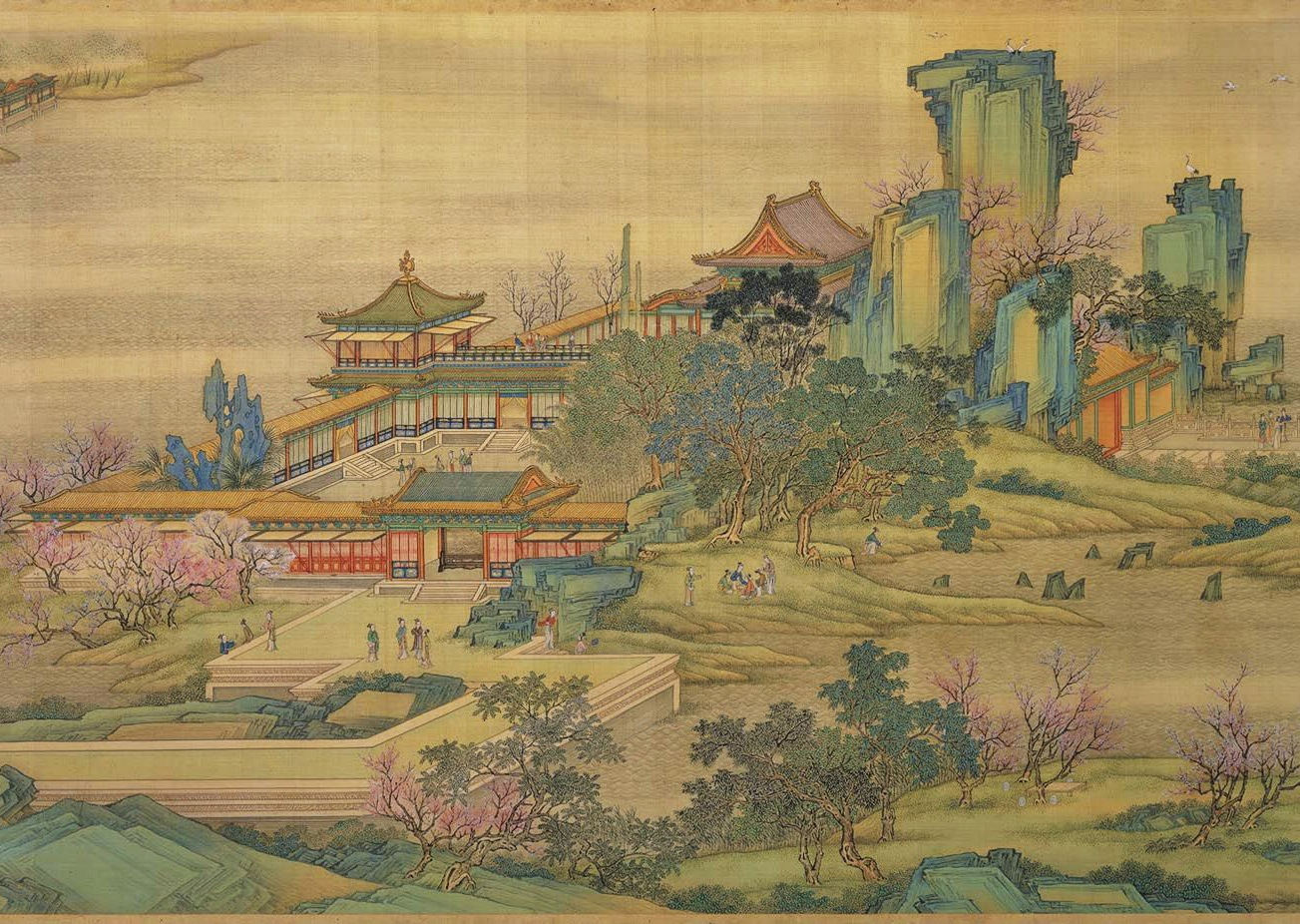
Csing-dinasztia idején

## A kínai festészet filozófiája és jelentősége
Főleg az alkalmazott festészet körébe sorolhatóak az alkotásaik évszázadokon, évezredeken keresztül, információkat közvetítenek, dekorálnak, és szemlélve és szemléltetve ábrázolnak mindent, amit a szem fel tud fogni. Gondolataikat, érzelmeiket a filozófia, az irodalom nyelvén közvetítik. Színes és egzotikus ez a festészet a Távol-Keleten kívül élő emberek világában, kivált Európában és az Amerikai Egyesült Államokban. Természetesen az egzotikumnál sokkal több a kínai festészet: erre jöttek rá Európában az impresszionista festészet, majd a tasizmus megteremtői és az Egyesült Államok nyugati partján élő absztrakt expresszionista festők, köztük Mark Rothko, Mark Tobey. Tobey minden valószínűség szerint életbölcsességből és nem öregkori fáradtságból fakadóan festett élete végén távol-keleti stílusú képeket. Számos európai festőt ihletett a kínai s a többi távol-keleti ország kalligráfiája és festészete, a magyarok közül Korniss Dezsőt.